# Paiwarria telemus
Paiwarria telemus is een vlinder uit de familie van de Lycaenidae. De wetenschappelijke naam van de soort werd als Papilio telemus in 1775 gepubliceerd door Pieter Cramer.